# 白馬山荘殺人事件
『白馬山荘殺人事件』（はくばさんそうさつじんじけん）は、東野圭吾の推理小説。1986年8月に光文社からカッパ・ノベルス版で刊行され、1990年4月20日に光文社文庫版が刊行された。

## あらすじ
原菜穂子の兄が、「マリア様が、家に帰るのはいつか」というメッセージを残して死んだ。彼の亡くなった部屋が密室状態であったために、警察は自殺として処理するが、得心できない菜穂子は親友の真琴の助力を得て、真相解明に乗り出す。そして、彼女達によるマザー・グースの歌詞の解読がやがて、菜穂子の兄の死の謎を含めた一連の事件の解決へとつながってゆく。

## 登場人物
原菜穂子
ペンション「まざあ・ぐうす」内の「ハンプティ・ダンプティ」という部屋に宿泊する大学3年生
沢村真琴
菜穂子と一緒に「ハンプティ・ダンプティ」に宿泊する大学3年生・菜穂子の親友
マスター
ペンション「まざあ・ぐうす」のオーナー
シェフ
ペンションの共同経営者である大男
高瀬
ペンションの20歳過ぎの男性従業員
クルミ
ペンションの20歳半ばの女性従業員
ドクター夫妻
ペンション内の「ロンドン・ブリッジとオールド・マザー・グース」という部屋に宿泊する老夫妻
芝浦夫妻
ペンション内の「ガチョウと足長じいさん」という部屋に宿泊する30代半ばの夫妻
上条
ペンション内の「ミル」という部屋に宿泊する30代の男性
大木
ペンション内の「セント・ポール」という部屋に宿泊する30歳前のスポーツマンタイプの男性
江波
ペンション内の「ジャックとジル」という部屋に宿泊する29歳の男性
中村
ペンション内の「旅立ち」という部屋に宿泊する20代前半の男性
古川
中村と同じ部屋に宿泊する20代前半の男性
村政警部
ペンションで起きた殺人事件を捜査する刑事

## 補足
部屋の名前はそれぞれの部屋の壁掛けの唄の題が付けられているが、「旅立ち」だけは壁掛けの唄「しろいじめんに くろいたね」とは無関係な題が付けられている。これは、ペンションになる前の別荘の持ち主がその部屋に名付けた”start”をマスターが訳した言葉である。作品内に登場するマザー・グースはこれらの唄の他に、謎解きにヒントを与える「てんとう虫」と、作品冒頭に最初の一節が掲げられ、さらにラストでもその一節が真琴に読まれる「誰が殺したコック・ロビン」が登場する。

## 解説
文芸評論家の権田萬治によれば、『白馬山荘殺人事件』は作者が学園小説から新たなジャンルへと飛躍するひとつの機転をなす作品であると評価している。

## 書籍情報
- 単行本：1986年8月、カッパ・ノベルス、ISBN 4-334-02665-6
- 文庫本：1990年4月20日、光文社文庫、ISBN 4-334-71122-7
- 文庫本新装版：2020年6月20日[2]、光文社文庫、ISBN 978-4-334-79042-4